# Пюреярви
Пюреярви — озеро на территории Ведлозерского сельского поселения Пряжинского района Республики Карелии.

## Общие сведения
Площадь озера — 0,6 км². Располагается на высоте 157,6 метров над уровнем моря.
Форма озера округлая. Берега каменисто-песчаные, местами заболоченные.
С юго-восточной стороны озера вытекает ручей без названия, впадающий в озеро Топорное, откуда берёт начало река Топорная, впадающая в Утозеро, являющееся истоком реки Олонки.
Населённые пункты возле озера отсутствуют. Ближайший — деревня Щеккила — расположен в 4 км к северу от озера.
Код объекта в государственном водном реестре — 01040300211102000014664.